# Systemair

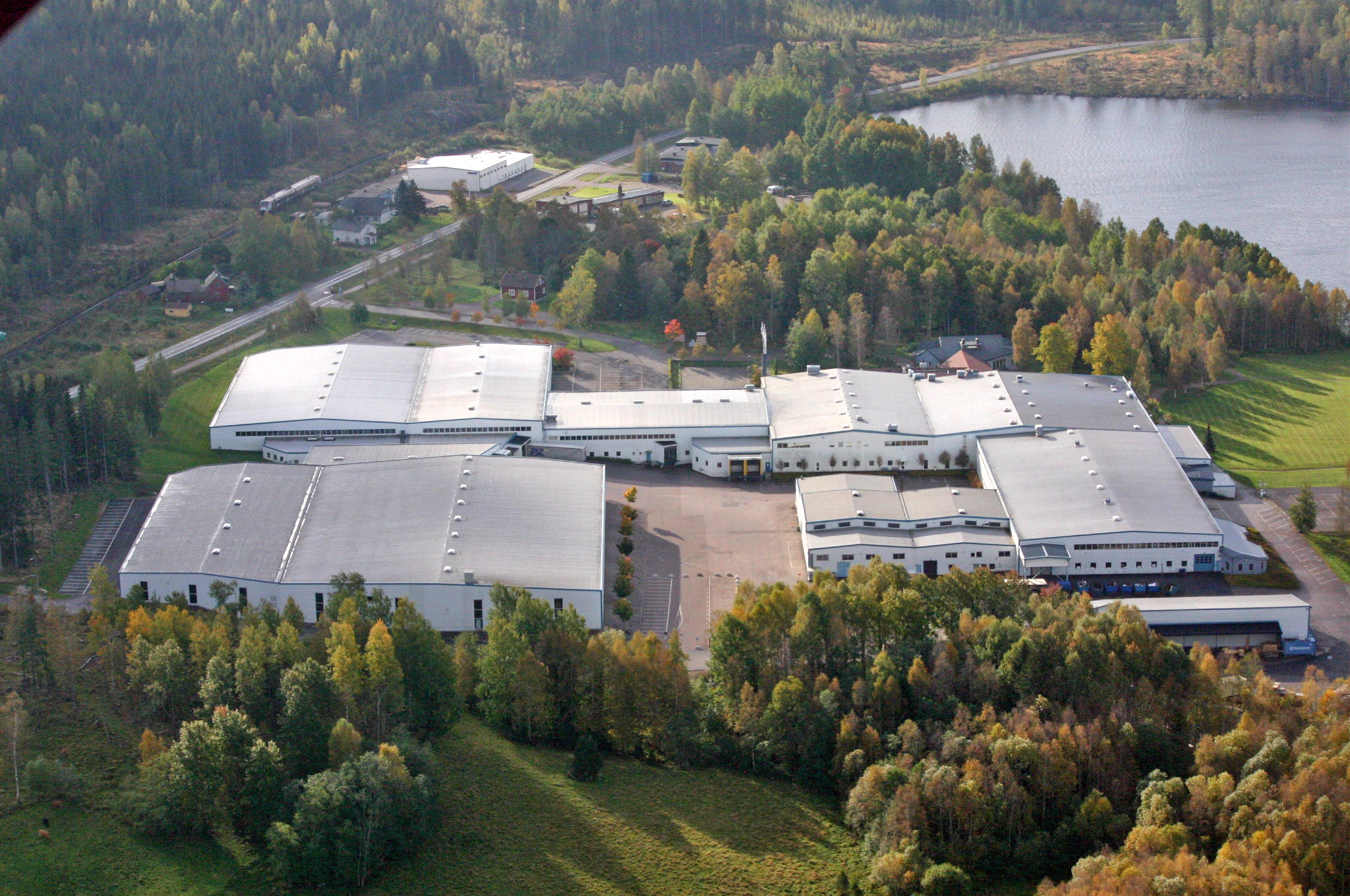
Firmensitz von Systemair in Skinnskatteberg, Schweden, 2009.

Systemair ist ein weltweit operierendes Unternehmen mit Produkten der Lüftungstechnik und Lüftungssystemen mit Sitz in Skinnskatteberg, Schweden.

## Geschichte
Im Jahre 1974 wurde Systemair von Gerald Engström in Schweden gegründet. Seit Oktober 2007 ist das Unternehmen an der Nasdaq OMX Stockholm gelistet. Im Geschäftsjahr 2015/16 erzielte Systemair einen Umsatz von 6,11 Mrd. SEK (667 Mio. Euro).
Im baden-württembergischen Ingelfingen wurde 1994 die LTi Lüftungstechnik gegründet, die bereits 1996 nach Boxberg-Windischbuch umzog, 1998 durch die Systemair-Gruppe übernommen wurde und 1999 in Systemair GmbH (auch Systemair Deutschland genannt) umfirmierte.

## Produkte
Systemair unterteilt seine Produkte in Komfortlüftung und Sicherheitslüftung. Die Komfortlüftung umfasst Ventilatoren, Lüftungsgeräte, Produkte zur Luftverteilung, Kälte- und Klimasysteme, Luftschleier und Heizlüfter, die beim Bau von neuen Gebäuden, bei Renovierungen und Umbauten verwendet werden. Die Sicherheitslüftung umfasst den Bereich Brandschutz sowie die Belüftung von Garagen und Tunnel.

## Unternehmensstruktur

### Systemair-Gruppe
Das Unternehmen verfügt über 63 Niederlassungen in 49 Ländern in Europa, Nordamerika, Asien, Afrika und Australien. An 23 Produktionsstätten mit über 280.000 m² Produktionsfläche beschäftigt Systemair insgesamt über 4900 Mitarbeiter.

### Systemair Deutschland
In Deutschland befindet sich ein Produktionsstandort im Boxberger Stadtteil Windischbuch mit über 350 Mitarbeitern. Systemair Deutschland ist Produktionsstandort und Distributionszentrum für Zentral- und Südeuropa der Systemair-Gruppe.